# Uniforme de la selección de fútbol de Argentina
El uniforme de la selección de fútbol de Argentina se compone de una camiseta blanca con tres franjas celestes (que sobresalen tanto adelante como atrás), un pantalón blanco con rectas celestes en paralelo, y medias blancas con detalles celestes; de igual forma, los pantalones y las medias pueden ser negras con detalles celestes. Por su parte, el uniforme alternativo ha tenido varios cambios de color y diseño en sus prendas, y en la actualidad, se compone de camiseta, pantalón y medias de color azul con detalles celestes y blancos.

## Historia

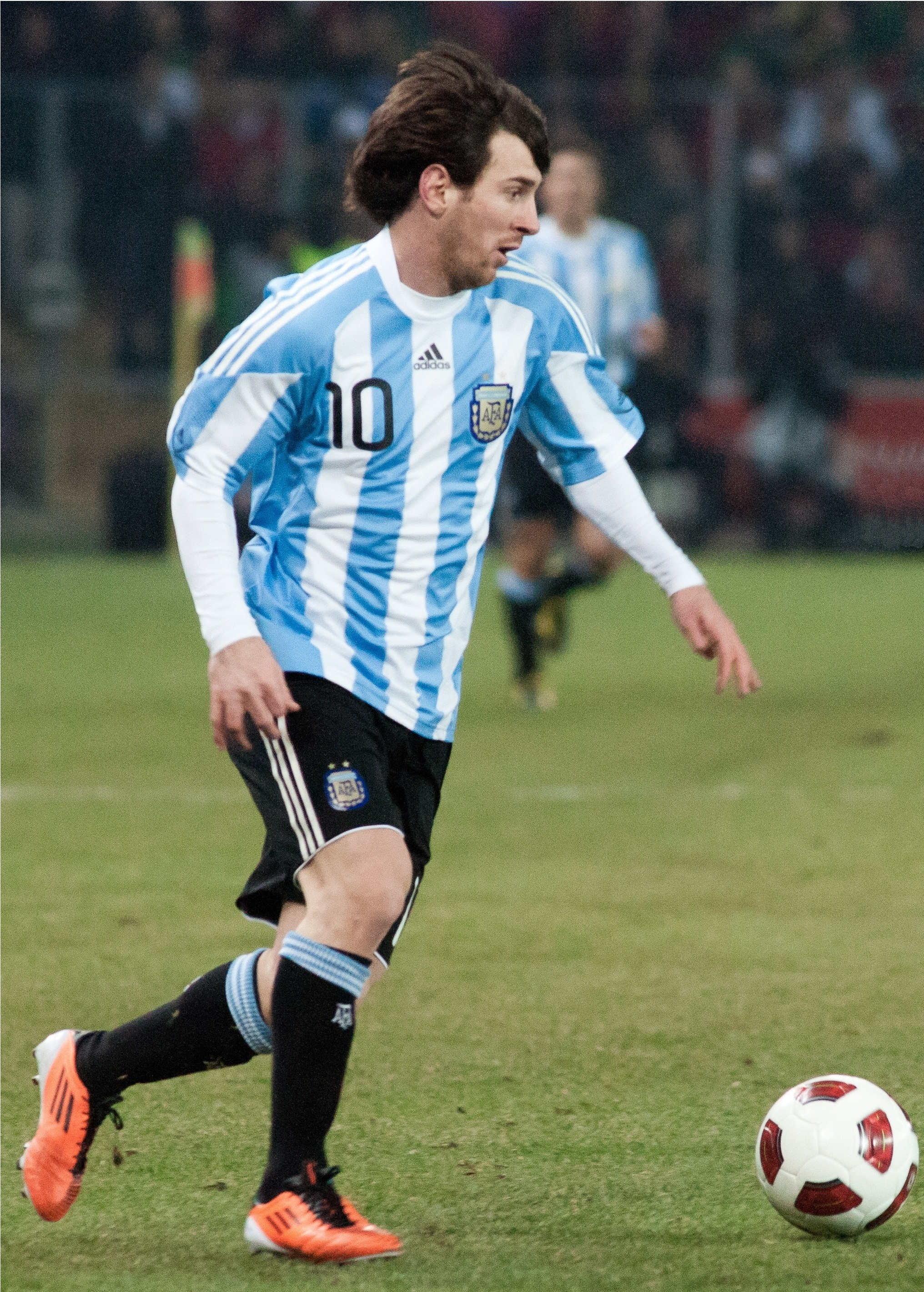
Lionel Messi vistiendo el conjunto de Argentina en un partido amistoso ante Portugal en febrero de 2011.

El uniforme titular del seleccionado de fútbol argentino está basado en los colores de su bandera nacional, si bien su tonalidad celeste ha tenido ciertas diferencias en su intensidad y en la cantidad de franjas verticales que la componen, a través de los años. 
Sin embargo, su llamativo diseño no ha variado considerablemente a lo largo de la historia: la camiseta, por la mayor parte de su existencia, estuvo compuesta por una camiseta celeste con varias franjas blancas, que suponen representar a la bandera nacional. La selección hizo uso de un conjunto completamente blanco al disputar su primer encuentro internacional el 17 de mayo de 1901 frente a Uruguay. Adoptó una camiseta celeste con bastones verticales blancos por primera vez en agosto de 1908, y lo oficializó como propio en 1910, previo a la disputa de la VI edición de la Copa Lipton, también ante los charrúas. Desde ese entonces, la camiseta sufrió algunas modificaciones, aunque siempre mantuvo la base de su diseño original. Una importante excepción ocurrió el 3 de junio de 1919, cuando Argentina jugó la Copa Roberto Chery contra Brasil. Allí, Argentina utilizó el uniforme de Uruguay, y Brasil el uniforme del Club Atlético Peñarol.
Tradicionalmente, tanto el pantalón y las medias han sido negro o blanco, alternando al azar entre ambos colores a lo largo de la historia, y, en el caso del pantalón, con cortos periodos de alteración entremedio, como en la Copa Mundial de Fútbol de 1930 (donde fue gris), y entre 1999 y 2001 (azul oscuro). En 1974 se añadieron tres rectas blancas a los costados del pantalón de la marca comercial Adidas, que permanecieron en subsecuentes modelos hasta la actualidad. 
Por su parte, el uniforme alternativo ha evolucionado de forma distinta al titular: entre 1926 y 1957 estuvo compuesto por una camiseta celeste y pantalón negro con medias grises. En la Copa Mundial de Fútbol de 1958 y hasta 1961 fue constituido por una camiseta amarilla, un pantalón azul Francia, y medias blanquinegras. Desde 1962 en adelante, la camiseta alternativa fue azul, mientras que el pantalón y las medias han variado entre el blanco, el negro, y el tono de azul empleado en la camiseta. 
Ambos uniformes incluyen en el costado izquierdo de su camiseta, desde 1976, el emblema de la Asociación del Fútbol Argentino, que contiene la sigla de dicha entidad (AFA), en un escudo rodeado por laureles, al que se le agregaron, desde 2004, dos estrellas en la parte superior, y tres desde 2022 que simbolizan los campeonatos mundiales obtenidos por la selección argentina. Además de ello, a partir de 1974, a su costado derecho se le agregó el logotipo de su patrocinador deportivo; para este caso en particular, distintas compañías han proporcionado sus servicios al seleccionado, incluyendo tres marcas de renombre internacional: la alemana Adidas, la francesa Le Coq Sportif, y la británica Reebok. 
Originalmente, fue patrocinada por la departamental inglesa de Buenos Aires, Gath & Chaves, que dejó de preparar los uniformes del conjunto nacional en 1973, un año previo a su clausura. En la actualidad, la marca que provee los uniformes es Adidas.

## Evolución del uniforme

### Evolución del uniforme titular
| 1902-1907 | 1908-1920 | 1921-1929 | 1930-1936 | 1937-1957 | 1958-1961 | 1962-1965 | 1966-1969 | 1970-1973 |

| 1974-1975 | 1976-1977 | 1978-1979 | 1980-1985 | 1986 | 1986-1987 | 1988 | 1989 | 1990 |

| 1990-1991 | 1991-1992 | 1992-1994 | 1994-1996 | 1996-1998 | 1998 | 1999-2000 | 2000-2001 | 2001-2002 |

| 2002-2003 | 2004-2005 | 2005-2007 | 2007-2009 | 2009-2011 | 2011-2013 | 2013-2015 | 2015 | 2016-2017 |

| 2017-2019 | 2019-2021 | 2021-2022 | 2022-2024 | 2024-actual |

### Evolución del uniforme alternativo
| 1908-1920 | 1921-1929 | 1930-1936 | 1962-1965 | 1966-1973 | 1974-1975 | 1978-1979 | 1980-1981 | 1982-1985 |

| 1986-1987 | 1987-1988 | 1989 | 1990 | 1991 | 1991-1993 | 1993-1994 | 1994-1996 | 1996-1998 |

| 1998 | 1999-2000 | 2000-2001 | 2001-2002 | 2002-2003 | 2004-2005 | 2006-2007 | 2008-2009 | 2010-2011 |

| 2011-2013 | 2014-2015 | 2015-2017 | 2018-2019 | 2019-2022 | 2022-2024 | 2024-actual |

### Evolución del tercer uniforme
| 1977 | 1978-1979 | 1980-1981 | 1996-1998 | 2004-2005 |

### Evolución del uniforme especial
- 1919: En un partido amistoso vs. Brasil perteneciente a la Copa Roberto Chery, la selección utiliza el uniforme de Uruguay.
- 1958: Durante la disputa de la Copa Mundial de Fútbol de 1958 se utilizó el uniforme de IFK Malmö contra Alemania debido a la similitud de las camisetas y por no poseer una camiseta suplente.
- 1976: Ante Paraguay por la Copa del Atlántico se estrenaría una camiseta completamente blanca con tiras verticales celestes. El partido que fue disputado en el Estadio José Amalfitani, finalizó en empate 2-2.
- 1976: En los partidos amistosos de aquel año vs. Sevilla Fútbol Club en el Estadio Ramón Sánchez-Pizjuán con resultado 0-0 y vs. Talleres en el Estadio Francisco Cabasés finalizado también en empate pero en esta ocasión 1-1, se utilizó una particular camiseta celeste con tiras blancas bordadas.
- 1986: La camiseta alternativa azul fue utilizada por Argentina ante Uruguay en los Octavos de final de la Copa Mundial de Fútbol de México 1986. Carlos Salvador Bilardo, Director Técnico de la Selección, observo que la tela producía un desgaste mayor en los futbolistas, ya que la misma no poseía ventilación, y la transpiración la convertía en un uniforme pesado. Contra Inglaterra, por los cuartos de final, Argentina debía volver a utilizar la misma equipación; sin embargo, por orden del cuerpo técnico, se decidió utilizar un uniforme azul oscuro, de segunda marca, muy similar al uniforme original pero con bastones en dos tonalidades de azul; el cual se adquirió de forma desesperada, unas horas antes del trascendental encuentro. A las camisetas se les debió coser el escudo de AFA, el escudo de la marca proveedora del uniforme original, y sublimar los números de la espalda; estos últimos eran plateados y con brillo; ideados originalmente para la práctica de fútbol americano. Con esta camiseta, Diego Maradona convirtió el mejor gol en la historia de los mundiales (Gol del Siglo), y también, el más polémico (La mano de Dios). [4]
- 1990: Previo al mundial de Italia 1990 y a modo de preparación, la selección disputó una serie de partidos contra equipos europeos, el cual uno de ellos sería vs. el Linfield Football Club y utilizaría una novedosa camiseta muy propia de la marca Adidas por esos años. El partido resultó 1-0 con victoria albiceleste con gol de Néstor Lorenzo.
- 2024: Durante la clasificación para la Copa Mundial de Fútbol de 2026, Adidas lanzó un uniforme especial de estilo retro para conmemorar los 50 años desde que la empresa comenzó a vestir al equipo argentino en 1974.

| 1919 | 1958 | 1976 | 1976 | 1986 | 1990 | 2024-2025 |

### Evolución del uniforme de entrenamiento
| 1997-1998 | 1997-1998 | 1997-1998 | 2002-2003 | 2002-2003 | 2002-2003 | 2004-2005 | 2004-2005 | 2005-2007 |

| 2005-2007 | 2008-2009 | 2008-2009 | 2009-2011 | 2009-2011 | 2011-2013 | 2011-2013 | 2013-2015 | 2013-2015 |

| 2015-2017 | 2015-2017 | 2018-2019 | 2018-2019 | 2020-2022 | 2020-2022 | 2022-2023 | 2022-2023 | 2024-actual |

| 2024-actual |

### Evolución del uniforme olímpico

#### Uniforme titular
| 1996 | 2004 | 2008 (Equipo masculino) | 2008 (Equipo femenino) | 2016 | 2020 | 2024 |

#### Uniforme visitante
| 1996 | 2004 | 2008 (Equipo masculino) | 2008 (Equipo femenino) | 2016 | 2020 | 2024 |

### Combinaciones
| 1978 vs Polonia | 1978 vs Brasil y Perú | 1985 vs México | 1988 Copa de las Cuatro Naciones | 1990 vs Rumania y Brasil | 1990 vs Yugoslavia | 1993 | 1997 vs Bolivia y Uruguay | 1997 vs Colombia y Uruguay |

| 1998 | 1998 | 1999 vs Uruguay | 2000 vs Brasil | 2000 vs Chile | 2001 vs Perú | 2001 vs Uruguay | 2002 vs Nigeria | 2002 vs Suecia |

| 2003 vs Uruguay | 2004 vs Uruguay | 2005 vs México y Brasil | 2005 vs Uruguay | 2004-2005 | 2006 vs Serbia y Montenegro y Alemania | 2007 vs Venezuela | 2008 vs Estados Unidos | 2008-2009 |

| 2008-2009 vs Uruguay | 2009-2010 | 2010 vs Jamaica | 2010 vs Grecia | 2010 vs México | 2011-2013 | 2011-2013 | 2011-2013 | 2012 vs Suiza |

| 2012 vs Alemania | 2014 vs Bosnia, Eslovenia y Países Bajos | 2015 | 2015 vs Paraguay y Brasil | 2015 vs Colombia | 2016-2017 vs Bolivia, Brasil y Perú | 2016-2017 vs Perú y Bolivia | 2016 vs Brasil | 2017 vs Venezuela |

| 2018 | 2018 vs Colombia y México | 2018-2019 | 2019-2020 | 2019 vs Chile | 2019 vs Brasil | 2020 | 2021-2022 | 2021 vs Bolivia y Brasil |

| 2021 vs Brasil | 2022 vs Jamaica | 2022-2023 | 2022-2023 | 2022-2023 | 2024-2025 vs Bolivia y Chile | 2025 vs Uruguay | 2025 vs Colombia |

### Evolución del uniforme de arquero
| 1930 | 1934 | 1958-1962 | 1958 (vs Alemania Occidental) | 1966 | 1974 (Fillol, vs Países Bajos) | 1974 (Carnevali) | 1976 |

| 1977 (Gatti, vs Alemania Occidental) | 1978 | 1978 | 1980 | 1981 | 1982 | 1985 (Fillol) | 1985 (Fillol) | 1986 |

| 1987 | 1987 | 1989 | 1989 | 1990 (Pumpido) | 1990 | 1990 (Goycochea) | 1990 (Cancelarich) | 1991 |

| 1991 | 1991 (Goycochea, vs Inglaterra) | 1992 | 1993 (Goycochea) | 1993 (Islas) | 1994 | 1994 | 1994 | 1996-97 | 1996-97 |

| 1996-97 | 1998 | 1998 | 1998 | 1999-01 | 1999-01 | 2001 | 2001 | 2001 |

| 2002 | 2002 | 2002 | 2004-05 | 2004-05 | 2004-05 | 2006 | 2006 | 2006 (Abbondanzieri, vs Países Bajos) |

| 2007 (Abbondanzieri, vs Australia y Venezuela) | 2007 (Abbondanzieri, vs Chile) | 2008-2009 | 2008-2009 | 2010 | 2010 (Romero, vs Alemania) | 2010 | 2011 (Romero, vs Portugal) | 2011 (Andujar, vs Estados Unidos) |

| 2011 | 2011 | 2011 | 2011 | 2012 (Romero, vs Ecuador) | 2012-2013 | 2012 (Romero, vs Chile) | 2012-2013 | 2012-2013 |

| 2014 (Romero) | 2014 | 2015 (Romero, vs Ecuador) | 2015 (Romero) | 2015 | 2015 | 2016 (Romero, vs Chile y Bolivia) | 2016-2017 | 2016-2017 |

| 2016-2017 | 2016-2017 | 2018 | 2018 (Caballero, vs Haití) | 2018 | 2018 | 2019 | 2019 | 2019 (Andrada, vs Brasil) |

| 2019 | 2020 (Armani, vs Ecuador y Perú) | 2020 (Armani, vs Bolivia y Paraguay) | 2021-2022 | 2021-2022 | 2021-2022 | 2022 (vs Honduras y Emiratos Árabes Unidos) | 2022 vs (Martínez, Jamaica) | 2022 |

| 2022 | 2022 | 2023 (Martínez, vs Indonesia y Bolivia) | 2024-actual | 2024-actual | 2024-actual | 2024-actual | 2024-2025 (Martínez, vs Perú, Uruguay y Brasil |

## Proveedores
| Periodo   | Proveedor           |
| --------- | ------------------- |
| 1901-1924 | St. Margaret        |
| 1925-1927 | Gath & Chaves       |
| 1928-1929 | Masllorens Hermanos |
| 1930-1957 | Gath & Chaves       |
| 1958-1962 | Industria Lanús     |
| 1963-1965 | Noceto Sports       |
| 1966      | Sportlandia         |
| 1966      | Umbro               |
| 1967-1974 | Uribarri            |
| 1974-1979 | Adidas AG           |
| 1980-1989 | Le Coq Sportif      |
| 1990-1998 | Adidas AG           |
| 1999-2001 | Reebok              |
| 2001-act. | Adidas AG           |